# Conus speciosissimus
Conus speciosissimus é uma espécie de gastrópode do gênero Conus, pertencente à família Conidae.